# Strada statale 291 dir del Calich
La strada statale 291 dir del Calich (SS 291 dir), conosciuta localmente con l'appellativo di "variante di Lu Fangal" e già nuova strada ANAS 85 del Calich (NSA 85), è una strada statale della Sardegna nord-occidentale gestita dall'ANAS. Fino a gennaio 2015 era erroneamente denominata Calik, refuso poi corretto dall'amministrazione dell'ANAS.

## Percorso
Tale arteria ha origine dalla strada statale 291 della Nurra in località Fertilia e, dopo un tracciato brevissimo (appena 4,071 km), termina allacciandosi alla strada provinciale 42 dei Due Mari, a poche centinaia di metri da uno degli ingressi nord di Alghero. La strada riveste un'importanza a livello locale in quanto permette un collegamento fluido tra la città sarda e il relativo aeroporto, ma è anche una valida alternativa alla strada litoranea che da Fertilia porta nella zona del lido di Alghero.
È una strada a carreggiata unica, con una sola corsia per senso di marcia, che presenta però una sezione decisamente larga rispetto alle altre strade del territorio. Questa caratteristica rende l'arteria veloce e fluida, e offre la possibilità di bypassare il traffico che, specialmente nella stagione estiva congestiona l'ingresso nord di Alghero.